# Muthalu, Yelbarga
Muthalu là một làng thuộc tehsil Yelbarga, huyện Koppal, bang Karnataka, Ấn Độ.